# Contrada San Martino
La contrada San Martino è una delle otto contrade in cui è divisa la città lombarda di Legnano. È situata nella zona centro-nord della città, verso il confine con i comuni di Castellanza e Busto Arsizio. Partecipa annualmente al palio di Legnano ed è stata istituita in occasione dell'organizzazione della festa del Carroccio (1932).

## Storia

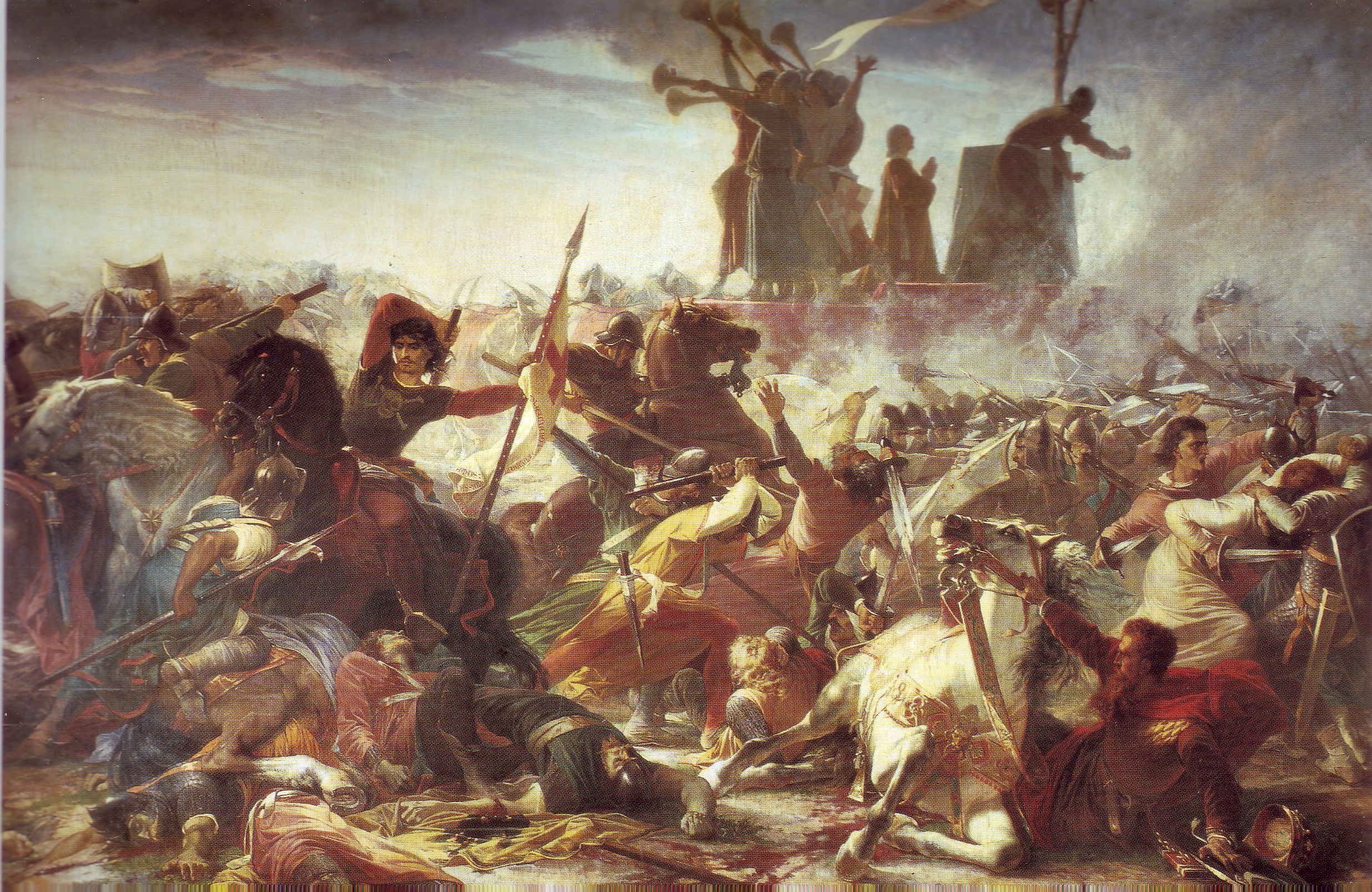
La Battaglia di Legnano di Amos Cassioli (1860), dipinto conservato presso la Galleria d'arte moderna di Palazzo Pitti a Firenze

Sul territorio della contrada sono avvenuti alcuni importanti ritrovamenti archeologi risalenti all'epoca preromana e romana: sono stati rinvenuti in una necropoli nell'antica zona chiamata "in Galvagno" e sono databili tra il II secolo a.C. ed il I secolo a.C..
Il territorio della contrada potrebbe essere stato teatro degli scontri decisivi della battaglia di Legnano. Il Carroccio venne posizionato sul bordo di un ripido pendio fiancheggiante l'Olona, così che la cavalleria imperiale, il cui arrivo era previsto da Castellanza lungo il corso del fiume, sarebbe stata obbligata ad assalire il centro dell'esercito della Lega Lombarda risalendo una scarpata. Federico Barbarossa sarebbe stato quindi costretto ad attaccare l'esercito comunale in una situazione di svantaggio, dato che avrebbe dovuto sferrare l'assalto dal basso. Questa scelta si rivelò poi sbagliata: il Barbarossa arrivò infatti da Borsano, cioè dalla parte opposta, obbligando le truppe comunali, che avevano la strada di fuga sbarrata dall'Olona, a resistere intorno al Carroccio. Una delle cronache dell'epoca, gli Annali di Colonia, contiene infatti un'informazione che indica dove probabilmente fosse il Carroccio:
(Annali di Colonia)

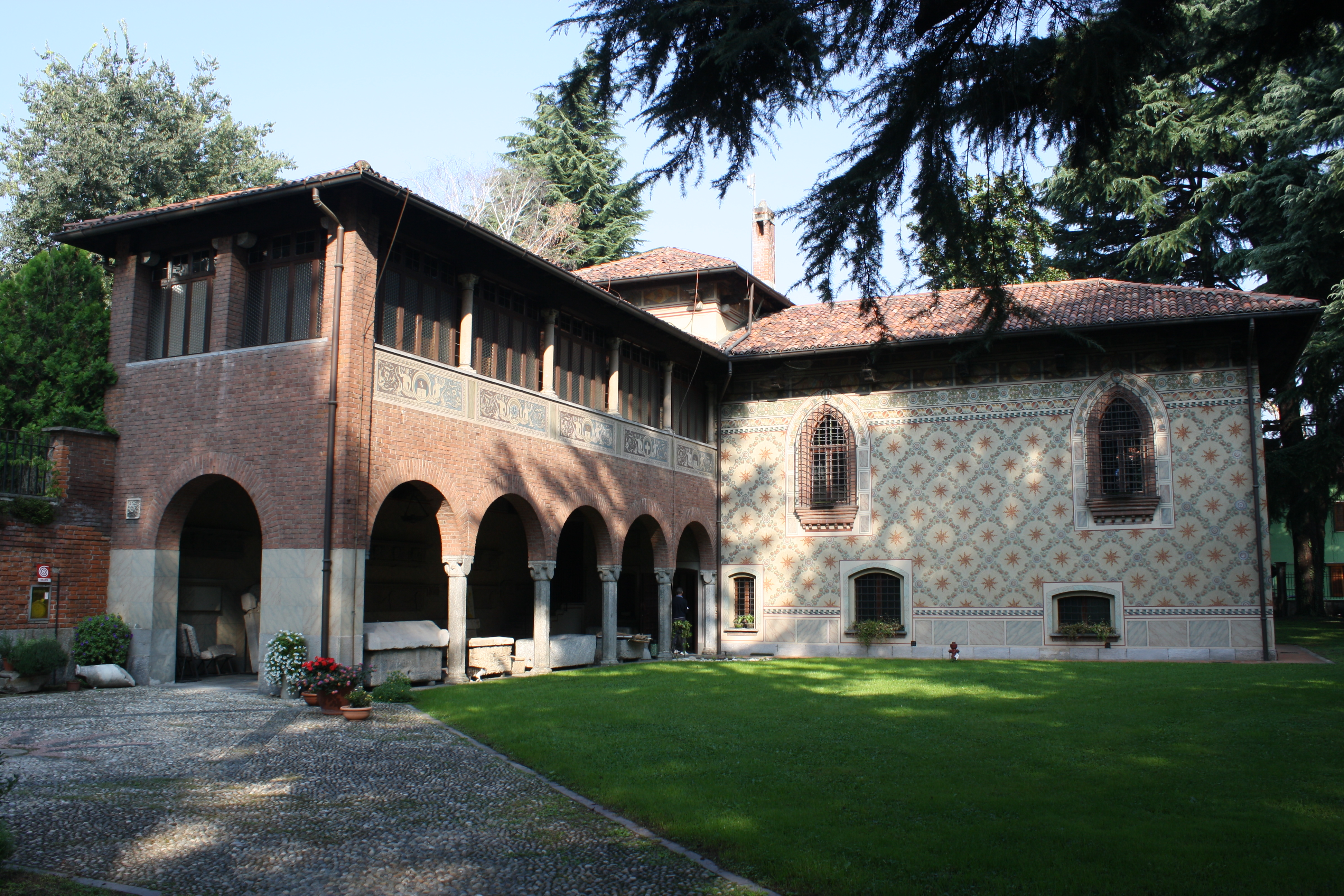
Il Museo civico Guido Sutermeister di Legnano

Ciò potrebbe significare che le fasi decisive della famosa battaglia siano state combattute nell'odierna contrada di San Martino oppure in prossimità del quartiere legnanese della "Costa di San Giorgio" e quindi su un territorio ora appartenente alla contrada Sant'Ambrogio, a quella di San Magno e al comune di San Giorgio su Legnano, non essendo in altra parte del Legnanese individuabile un'altra scarpata con queste caratteristiche: infatti, ancora oggi, la chiesa di San Martino domina un ripido pendio che digrada verso l'Olona.
Sul territorio della contrada San Martino è situato il museo civico Guido Sutermeister, che è stato realizzato con materiale proveniente dal Maniero Lampugnani, e che ospita i ritrovamenti archeologici scoperti nel Legnanese. Allestito nel 1929, è intitolato all'archeologo Guido Sutermeister, che ne volle la fondazione.

## La chiesa di riferimento

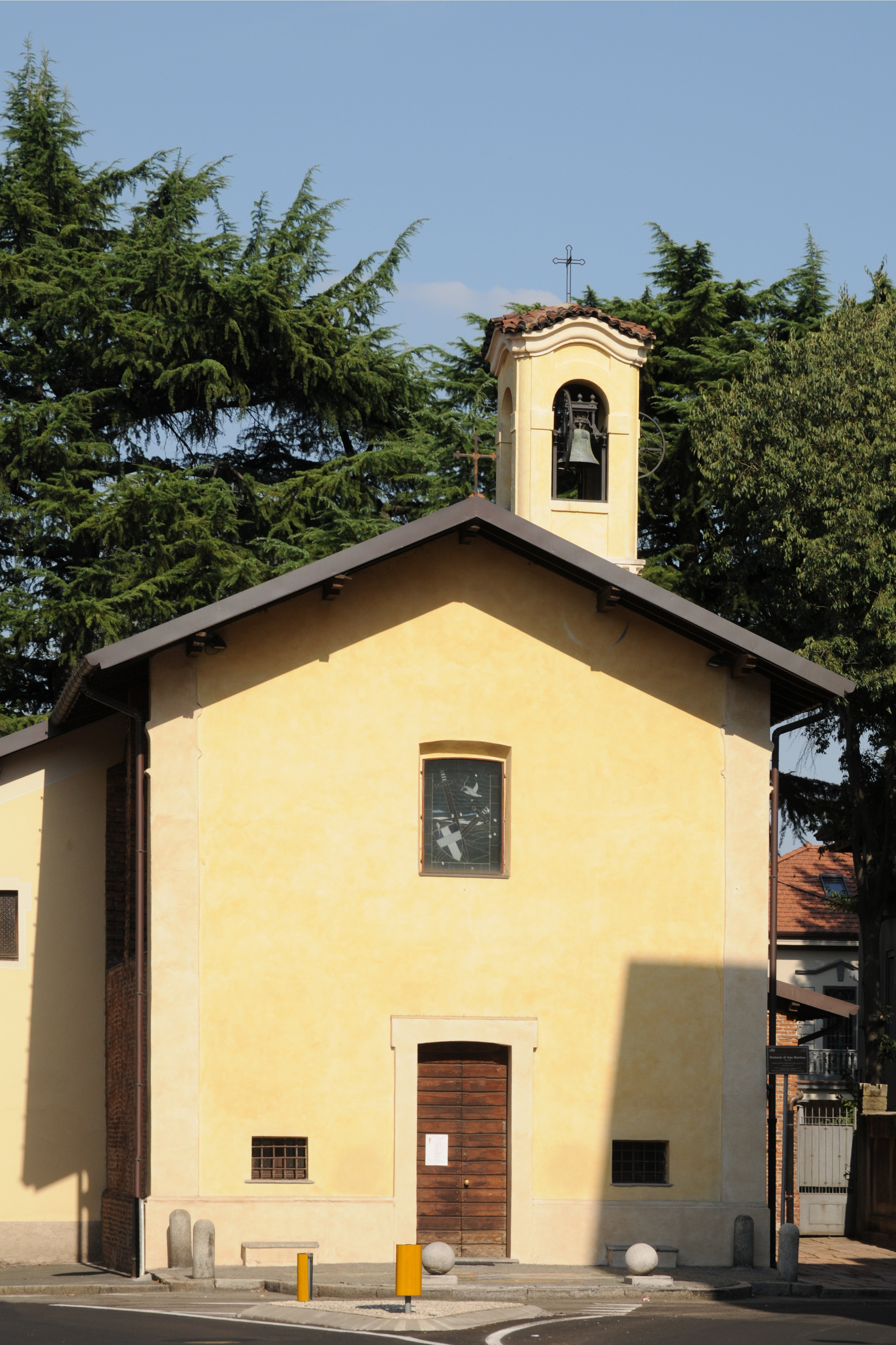
La chiesa di San Martino

La contrada fa riferimento alla chiesa di San Martino. In occasione della vittoria della contrada nella corsa ippica, la copia della croce di Ariberto da Intimiano viene solennemente traslata nella chiesa di riferimento del rione vincitore e qui conservata per un anno: questo ambito simbolo di vittoria è custodito nella chiesa fino all'edizione successiva del palio.
Dedicata a san Martino di Tours, che è anche il santo patrono della contrada, è stata costruita nel XV secolo ed è sussidiaria della parrocchia di San Domenico. Una chiesa legnanese dedicata allo stesso santo è citata nell'elenco scritto dallo storico Goffredo da Bussero nel 1389: la moderna chiesa di San Martino è quindi un rifacimento di un tempio più antico. Uno scritto che conferma la presenza di questa antica chiesa dedicata a San Martino di Tours è il testamento di Giovanni da Legnano, giurista legnanese del XIV secolo, che è datato 27 marzo 1376:
(Giovanni da Legnano)
Le opere artistiche più importanti presenti nella moderna chiesa di San Martino sono un affresco raffigurante la deposizione di Cristo che si trova nell'abside e che è stato forse dipinto da Giovanni Lampugnani nel 1480 e un affresco di stile lombardo-bizantino che un tempo si trovava nell'antica chiesa di San Martino e che raffigura una parte del volto di Gesù Cristo.

## Il maniero

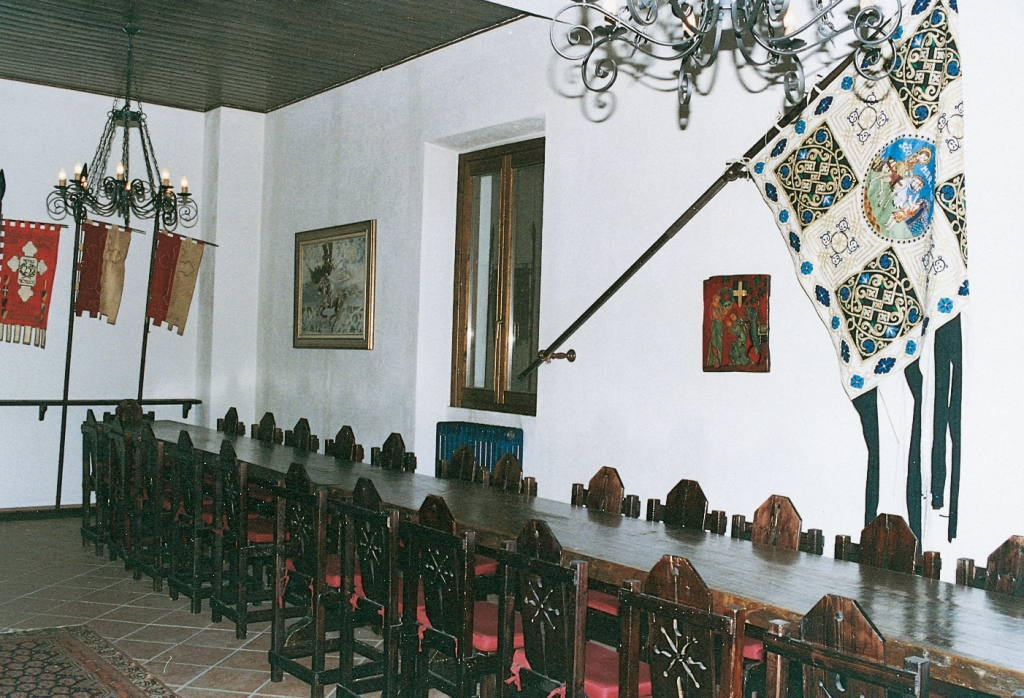
Interno del maniero della Contrada San Martino

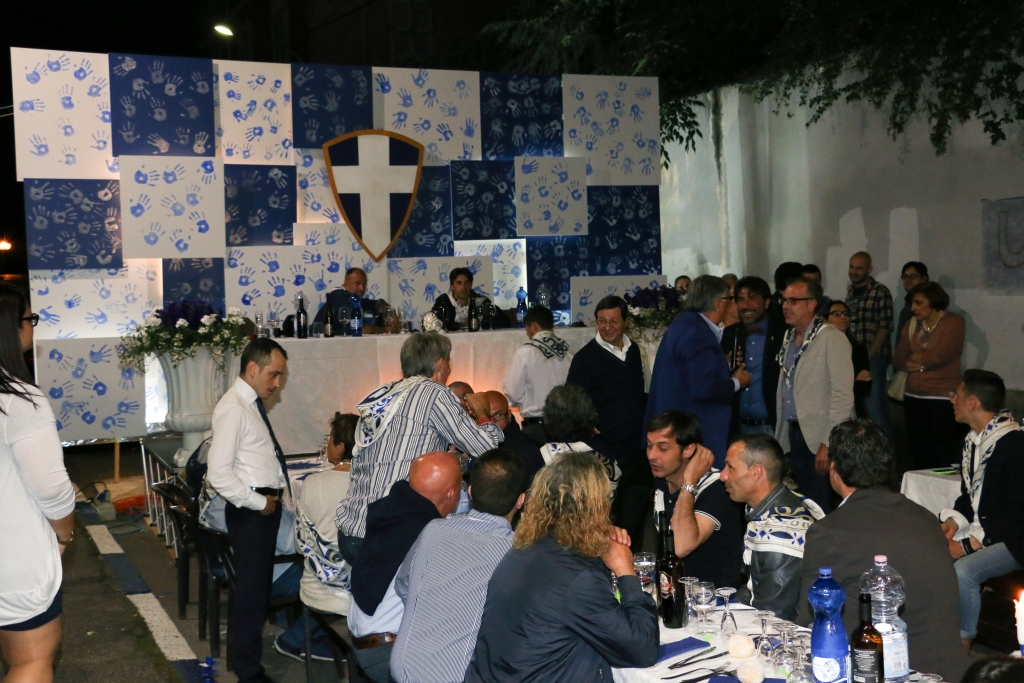
Cena propiziatoria della contrada San Martino per il palio di Legnano 2015

Negli anni trenta il maniero della contrada era situato in una corte lombarda di proprietà della famiglia Tirinnanzi.
Negli anni cinquanta la sede fu trasferita in una corte lombarda concessa dalla carrozzeria di Valerio Moretti, per poi essere spostata in via Pietro Micca in alcuni locali messi a disposizione dalla famiglia Gregori, dove rimase fino al 1972. Dal 1972 al 1992 il maniero della contrada fu ospitato in alcuni locali situati in via XXIX Maggio.
Nel 1992 il maniero fu trasferito nuovamente, questa volta in via dei Mille, questa sede, originariamente, ospitava un'officina meccanica e venne restaurata dai contradaioli di San Martino: durante i lavori venne adattata al nuovo scopo con la realizzazione, al piano terra, di un bar e di un ampio salone che è in grado di ospitare, anche in caso di cene, più di trecento persone. Al piano superiore sono invece stati ricavati la sala del consiglio e la sala dei costumi. Nell 2023 la contrada si è trasferita in una nuovo maniero in via XXIX Maggio 207.

## I colori ed il gonfalone

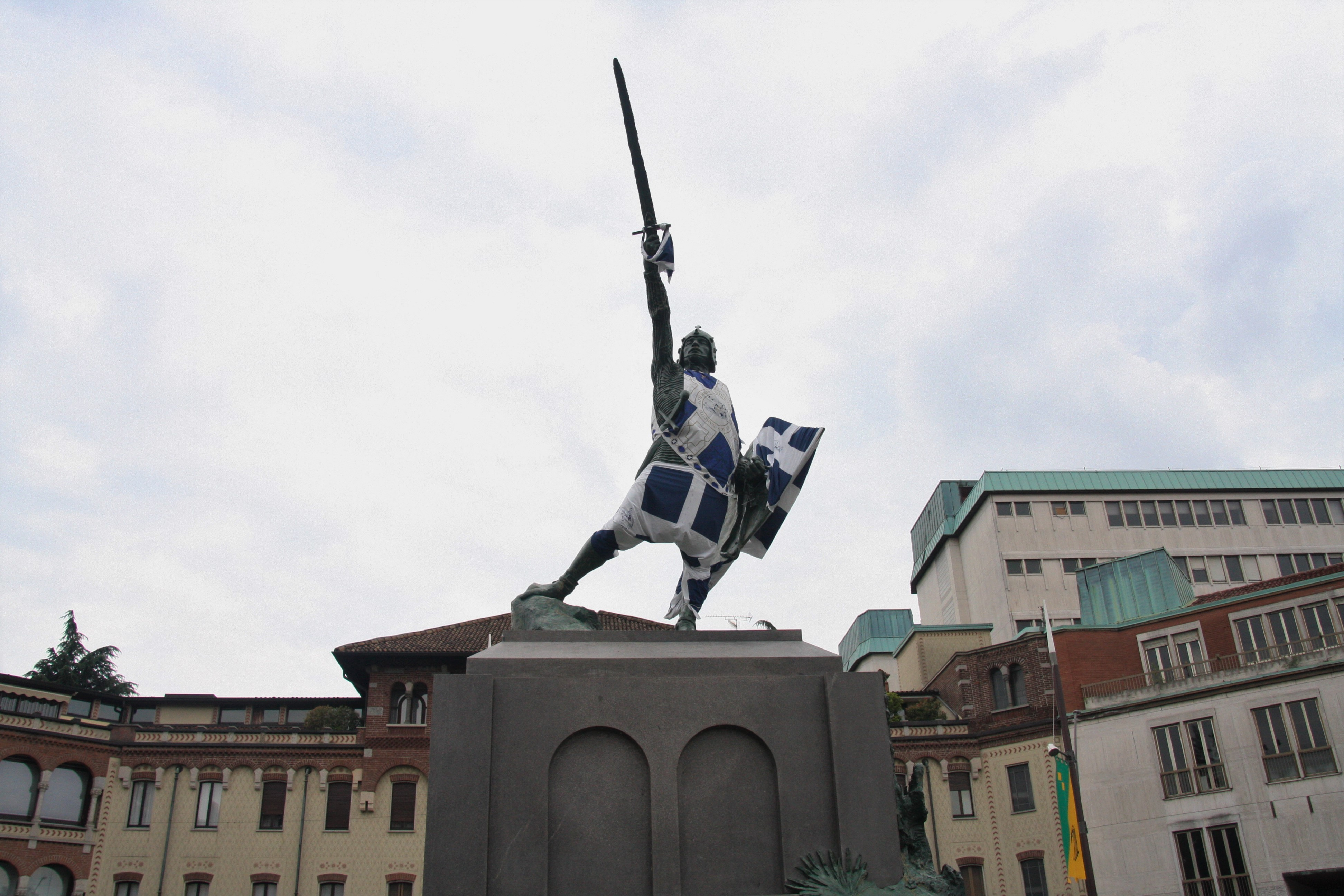
Monumento al Guerriero di Legnano bardato coi colori di San Martino per la vittoria del 2016

Sono due le leggende che spiegano i colori della contrada. La prima narra di un nobile vassallo di Carlo Magno che si perse tra i campi di San Martino mentre si stava allenando con dei cavalli. Il vassallo, ad un certo punto, incontrò un boscaiolo, a cui chiese la via da seguire per ritrovare la strada di casa; il boscaiolo, dopo avergli indicato una formazione nuvolosa a forma di croce, gli disse che se l'avesse seguita avrebbe trovato la direzione giusta. Il nobile, per ringraziarlo, permise al boscaiolo di utilizzare la croce bianca in campo blu come simbolo della propria casata: successivamente il vassallo fece ratificare lo stemma dall'imperatore. La croce bianca in campo blu diventò poi il simbolo della contrada.
Una seconda leggenda racconta di un giovane pastore che si perse nelle campagne intorno all'antica chiesetta di San Martino, in seguito sostituita dall'omonimo edificio religioso. Il pastorello, non ritrovando la via di casa, ad un certo punto si mise a piangere e supplicò Dio chiedendogli aiuto. Improvvisamente in cielo comparve una croce luminosa che gli indicò la strada per tornare a casa.
Secondo tali leggende il blu dello stemma della contrada è associato al cielo, mentre il bianco è il colore divino. Il gonfalone richiama invece l'iconografia religiosa di san Martino, che mostra il santo nell'atto di tagliare il suo mantello per donarlo a un povero.

## Albo d'oro delle reggenze
L'albo d'oro delle reggenze della contrada San Martino è:
| Anno | Capitano               | Castellana              | Gran priore            | Scudiero           |
| --- | ---------------------- | ----------------------- | ---------------------- | ------------------ |
| 1935 | Primo Colombo          | -                       | -                      | -                  |
| 1936 | Giuseppe Tirinnanzi    | -                       | -                      | -                  |
| 1937 | Giuseppe Tirinnanzi    | -                       | -                      | -                  |
| 1938 | Giuseppe Tirinnanzi    | -                       | -                      | -                  |
| 1939 | Giuseppe Tirinnanzi    | -                       | -                      | -                  |
| Dal 1940 al 1951 tutte le attività relative al palio di Legnano sono state sospese a causa delle vicende belliche legate alla seconda guerra mondiale |                        |                         |                        |                    |
| 1952 | Gino Mazza             | Pinuccia Raimondi       | -                      | -                  |
| 1953 | Gino Mazza             | Pinuccia Raimondi       | -                      | -                  |
| 1954 | Giuseppe Lomazzi       | Pinuccia Raimondi       | -                      | -                  |
| 1955 | Angelo Raimondi        | Anna Raimondi           | -                      | -                  |
| 1956 | Pietro Volonterio      | Luciana Mazza           | -                      | -                  |
| 1957 | Rino Macchi            | Lina Limongi            | -                      | -                  |
| 1958 | Rino Macchi            | Wanda Macchi            | -                      | -                  |
| 1959 | Piero Limongi          | Claudia Moretti         | -                      | -                  |
| 1960 | Alessandro Binda       | Marcella Ottani         | -                      | -                  |
| 1961 | Valerio Moretti        | Marcella Ottani         | -                      | -                  |
| 1962 | Valerio Moretti        | Lina Limongi            | -                      | -                  |
| 1963 | Sandro Gregori         | Giulia Mazza            | -                      | -                  |
| 1964 | Sandro Gregori         | Giulia Mazza            | -                      | -                  |
| 1965 | Sandro Gregori         | Giulia Mazza            | -                      | -                  |
| 1966 | Paolo Pontiggia        | Piera Macchi            | -                      | -                  |
| 1967 | Franco Vedani          | Piera Macchi            | -                      | -                  |
| 1968 | Romano Barlocco        | Giuliana Cassinotti     | -                      | -                  |
| 1969 | Franco Transidico      | Piercarla Raimondi      | -                      | -                  |
| 1970 | Marco Morelli          | Laura Gasparri          | -                      | -                  |
| 1971 | Marco Morelli          | Laura Gasparri          | Gino Mazza             | -                  |
| 1972 | Marco Morelli          | Laura Gasparri          | Gino Mazza             | -                  |
| 1973 | Marco Morelli          | Laura Gasparri          | Gino Mazza             | -                  |
| 1974 | Paolo Pontiggia        | Rossella Agosti         | Rino Macchi            | -                  |
| 1975 | Paolo Pontiggia        | Rosella Agosti          | Rino Macchi            | -                  |
| 1976 | Sandro Gregori         | Mietta Favari           | Rino Macchi            | -                  |
| 1977 | Sandro Gregori         | Mietta Favari           | Rino Macchi            | -                  |
| 1978 | Sandro Gregori         | Antonella Colombo Bolla | Luigi Favari           | -                  |
| 1979 | Sandro Gregori         | Antonella Colombo Bolla | Luigi Favari           | -                  |
| 1980 | Sandro Gregori         | Antonella Colombo Bolla | Carlo Colombo Bolla    | -                  |
| 1981 | Sandro Gregori         | Antonella Colombo Bolla | Carlo Colombo Bolla    | -                  |
| 1982 | Sandro Gregori         | Gabriella Tomaselli     | Carlo Colombo Bolla    | -                  |
| 1983 | Sandro Gregori         | Gabriella Tomaselli     | Angelo Tomaselli       | -                  |
| 1984 | Sandro Gregori         | Gabriella Tomaselli     | Angelo Tomaselli       | -                  |
| 1985 | Sandro Gregori         | Antonella Colombo Bolla | Franco Colombo Bolla   | -                  |
| 1986 | Sandro Gregori         | Giulia Nicolini         | Franco Colombo Bolla   | -                  |
| 1987 | Sandro Gregori         | Ornella Bianchi         | Franco Colombo Bolla   | -                  |
| 1988 | Willy Passerini        | Ornella Bianchi         | Gianvalerio Gianazza   | -                  |
| 1989 | Giuseppe Bianchi       | Ornella Bianchi         | Romano Barlocco        | -                  |
| 1990 | Bruno Pini             | Carolina Accatino       | Romano Barlocco        | -                  |
| 1991 | Bruno Pini             | Daniela Bonfanti        | Romano Barlocco        | -                  |
| 1992 | Gennaro Milone         | Daniela Bonfanti        | Leandro Paganini       | -                  |
| 1993 | Gennaro Milone         | Patrizia Pastori        | Leandro Paganini       | -                  |
| 1994 | Gennaro Milone         | Elisabetta Cossia       | Leandro Paganini       | -                  |
| 1995 | Gennaro Milone         | Elisabetta Cossia       | Leandro Paganini       | -                  |
| 1996 | Carlo Moretti          | Valeria Raffaelli       | Leandro Paganini       | -                  |
| 1997 | Alessandro Airoldi     | Roberta Landini         | Leandro Paganini       | -                  |
| 1998 | Alessandro Airoldi     | Roberta Landini         | Orazio Galli           | Roberto Colombo    |
| 1999 | Alessandro Airoldi     | Manuela Gregori         | Eugenio Colombo        | Roberto Colombo    |
| 2000 | Giovanni Maria Airoldi | Anna Calamari           | Eugenio Colombo        | Roberto Colombo    |
| 2001 | Paolo Bo               | Anna Calamari           | Sandro Gregori         | Stefano Bernasconi |
| 2002 | Giuseppe Bianchi       | Stefania Gatti          | Sandro Gregori         | Omar Pedroni       |
| 2003 | Giuseppe Bianchi       | Anna Calamari           | Sandro Gregori         | Francesco Nicolini |
| 2004 | Giuseppe Bianchi       | Anna Calamari           | Ennio Minervino        | Luca Barlocco      |
| 2005 | Giuseppe Bianchi       | Pamela Pontiggia        | Ennio Minervino        | Omar Pedroni       |
| 2006 | Giuseppe Bianchi       | Pamela Pontiggia        | Mietta Favari          | Giuseppe Cocuzza   |
| 2007 | Giuseppe Bianchi       | Camilla Proverbio       | Mietta Favari          | Francesco Nicolini |
| 2008 | Luca Barlocco          | Cristiana Moretti       | Mietta Favari          | Diego Colombo      |
| 2009 | Marcello Barone        | Cristiana Moretti       | Ennio Barone           | Omar Pedroni       |
| 2010 | Antonio De Pascali     | Pamela Pontiggia        | Ennio Barone           | Roberto Colombo    |
| 2011 | Antonio De Pascali     | Sharon Dentali          | Ennio Barone           | Roberto Colombo    |
| 2012 | Antonio De Pascali     | Sharon Dentali          | Ennio Barone           | Roberto Colombo    |
| 2013 | Antonio De Pascali     | Sharon Dentali          | Ennio Barone           | Luca Erbi          |
| 2014 | Antonio De Pascali     | Federica Canton         | Stefano Scarazza       | Diego Colombo      |
| 2015 | Antonio De Pascali     | Sharon Dentali          | Paolo Bo               | Francesco Nicolini |
| 2016 | Antonio De Pascali     | Moira Barranca          | Angela Franca Borrelli | Renato Sagunti     |
| 2017 | Antonio De Pascali     | Melany Reccia           | Massimiliano Caruso    | Renato Sagunti     |
| 2018 | Antonio De Pascali     | Sharon Dentali          | Massimiliano Caruso    | Renato Sagunti     |
| 2019 | Antonio De Pascali     | Beatrice Perron         | Massimiliano Caruso    | Giuseppe Cucuzza   |
| 2020 | Antonio De Pascali     | Beatrice Perron         | Angela Franca Borrelli | Giuseppe Cucuzza   |
| 2021 | Davide Barone          | Francesca Genoni        | Cristiana Moretti      | Daniele Cerana     |
| 2022 | Davide Barone          | Francesca Genoni        | Cristiana Moretti      | Daniele Cerana     |
| 2023 | Davide Barone          | Francesca Genoni        | Cristiana Moretti      | Daniele Cerana     |
| 2024 | Davide Barone          | Federica Canton         | Cristiana Moretti      | Daniele Cerana     |

Nota: in grassetto le reggenze che hanno retto la contrada in occasione delle vittorie al palio.

## Contrade avversarie
- La Flora[1].

## La contrada ed il palio
La contrada di San Martino ha conquistato 5 vittorie al palio: 1957, 1967, 1992, 2003 e 2016.
| N° vittoria | Anno | Capitano           | Fantino                              | Cavallo         |
| ----------- | ---- | ------------------ | ------------------------------------ | --------------- |
| 1           | 1957 | Rino Macchi        | Siro Pessuti                         | Scapricciatella |
| 2           | 1967 | Franco Vedani      | Bernardino Brusciotti detto Comodino | Belfast         |
| -           | 1980 | Sandro Gregori     | Luigi Croci detto Il Noce            | Peccatrice      |
| 3           | 1992 | Gennaro Milone     | Salvatore Ladu detto Cianchino       | Mattia          |
| 4           | 2003 | Giuseppe Bianchi   | Massimo Coghe detto Massimino        | Millennium Bug  |
| 5           | 2016 | Antonio De Pascali | Andrea Mari detto Brio               | Totò            |

San Martino ha vinto anche il palio straordinario del 1980, che fu indetto per celebrare il 25º anniversario della fondazione del collegio dei capitani e delle contrade. Il palio ordinario dell'anno in questione fu invece conquistato dalla contrada di San Bernardino. La contrada ha anche vinto tre edizioni della provaccia (1997, 2007 e 2013) senza mai riuscire a realizzare il "cappotto".

### Esplicative
1. ↑  In italiano: "fino alla fine".
2. ↑  I "manieri" sono le sedi delle contrade di Legnano.
3. ↑  Palio straordinario organizzato per celebrare il 25º anniversario della fondazione del collegio dei capitani e delle contrade.

### Bibliografiche
1. 1 2   Il Palio di Legnano entra nel vivo: le rivalità, su ilgiorno.it. URL consultato il 13 maggio 2016.
2. ↑  D'Ilario, 2000, p. 4.
3. ↑   Amos Cassoli, La battaglia di Legnano, 1860, su musica.san.beniculturali.it. URL consultato il 14 aprile 2016 (archiviato dall'url originale il 4 giugno 2016).
4. 1 2 3 4 5   Le testimonianze sulla chiesa di S.Martino ci riportano alla battaglia di Legnano, su legnano.org. URL consultato il 4 aprile 2014 (archiviato dall'url originale il 13 marzo 2007).
5. 1 2  Agnoletto, p. 39.
6. 1 2 3 4 5  D'Ilario, 1984, p. 233.
7. ↑  D'Ilario, 1976, p. 85.
8. ↑  Ferrarini, p. 179.
9. ↑  Volonté, p. 6.
10. ↑  D'Ilario, 1984, p. 234.
11. 1 2 3 4 5  Autori vari, p. 201.
12. 1 2   Contrada San Martino, su collegiodeicapitani.it. URL consultato il 4 aprile 2014.
13. ↑   Le reggenze (PDF), su paliodilegnano.it. URL consultato il 6 agosto 2017.
14. ↑   L'albo d'oro del Palio di Legnano, su contradalegnarello.it. URL consultato il 4 aprile 2014.
15. 1 2 3   L'albo d'oro del Palio di Legnano, su contradalegnarello.it. URL consultato il 4 aprile 2014.
16. ↑   La Provaccia, su contradalegnarello.it. URL consultato il 29 maggio 2017.